# San Salvatore al Monte

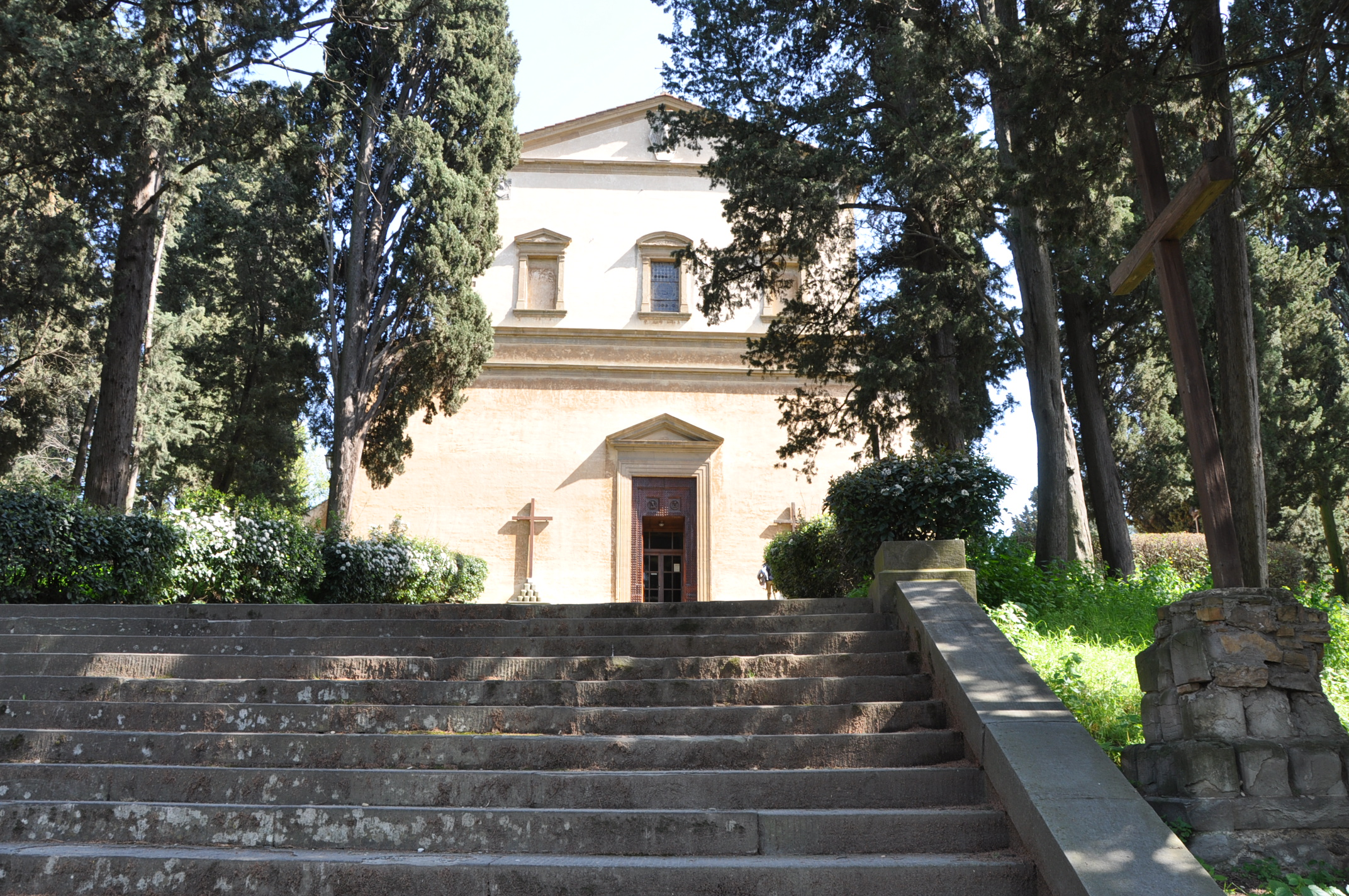
San Salvatore al Monte

Die Kirche San Salvatore al Monte befindet sich seit dem 15. Jahrhundert in dem Stadtviertel San Niccolò von Florenz. Ebenso wie die benachbarte Kirche San Miniato al Monte thront sie hoch über der Stadt, noch oberhalb des Piazzale Michelangelo. Es handelt sich hierbei um eine Franziskanerkirche mit angeschlossenem Klosterkomplex. Es finden sich teilweise auch die Namen San Francesco al Monte alle Croci oder auch San Francesana di San Salvatore al Monte alle Croci.
An der Planung der Kirche war seit 1474 Lorenzo il Magnifico beteiligt, doch stand der Bau in der Obhut der Calimala-Zunft, welche im Jahre 1487 dem Baumeister Simone del Pollaiuolo, genannt Cronaca, die Bauleitung übertrug und deren Wappen oberhalb des Eingangsportales zu sehen ist. Unterstützt wurde Cronaca im Bereich der Ausgestaltung der Kirche durch Giuliano da Sangallo. Obwohl im Jahre 1500 – wohl aufgrund einer statischen Fehlplanung – der Chor infolge des abschüssigen Geländes einstürzte, konnte die Kirche 4 Jahre später, also 1504, eingeweiht werden. 
Bei dem Kirchenbau handelt es sich um eine einschiffige Saalkirche mit offenem Dachstuhl aus Holz und einer flachen Chorkapelle. Entgegen dem sonst üblichen Kirchentypus der Bettelorden hat diese Kirche zahlreiche Seitenkapellen. Vor allem in der Gestaltung der Fenster ist deutlich Cronacas Auseinandersetzung mit den Vorgaben der antiken Architektur erkennbar. 
Von Michelangelo ist überliefert, dass er die Kirche gerne besuchte und sie seine bella villanella, also sein schönes Landmädchen nannte.